# هديسمون
الهديسمون (الاسم العلمي: Hedyosmum) هو جنس من النباتات يتبع الفصيلة الكلورانطية من رتبة الكلورانطيات.